# Pink Moon
Pink Moon — третий и последний прижизненный студийный альбом английского певца и автора исполнителя Ника Дрейка, вышедший в 1972 году.
В 2003 году диск занял 320 место в списке 500 величайших альбомов журнала Rolling Stone, а в 2020 году в уже обновлённом списке занял 203 место.

## Об альбоме
Pink Moon был записан всего за две 2-часовые ночные сессии в конце октября 1971 года. В студии присутствовали только Ник Дрейк и его звукорежиссёр Джон Вуд. Во время этих ночных сессий Ник был в глубокой депрессии, за всё время он сказал Вуду только пару слов, а когда тот спросил его, в чём дело, Ник пробубнил что-то невнятное и ушёл. Дрейк был непреклонен в том, что хотел: записать только гитару и голос, без всяких дополнительных наложений и эффектов. Единственное наложение было сделано в заглавном треке альбома — была наложена партия пианино. Поначалу Вуд думал, что музыкант хочет использовать получившиеся записи в качестве демо для будущих студийных сессий, но потом понял, что они и составят будущий альбом. Унылые песни с Pink Moon очень короткие, и пластинка с 11 треками длится всего 28 минут (при этом один трек — «Horn» — инструментальный). Как говорил Вуд, «это было как раз то что надо. Вы бы и не захотели, чтобы она была длиннее».
После того, как запись была завершена, Ник доставил катушку с мастер-лентой прямо в офис Island Records. Не говоря ни слова, он просто положил её на стойку рисепшена, и ушёл. Плёнка пролежала никем не замеченной почти целую неделю.
Pink Moon вышел 25 февраля 1972 года и был продан ещё меньшим количеством копий, чем любой из двух предыдущих альбомов Дрейка, хотя и получил несколько лестных отзывов. В журнале Zigzag, например, критик Коннор МакНайт писал:
Ник Дрейк — это артист, который никогда не притворяется. Альбом не оставляет камня на камне от теории, что музыка должна быть эскапистской. Это просто восприятие жизни музыкантом, и вы не сможете требовать большего.
«Розовая луна» — апокалиптический образ, придуманный Дрейком, некое космическое существо, которое «собирается забрать вас всех».
Альбом Phantom Moon (2001) американского инди-музыканта Дункана Шейка посвящён альбому Pink Moon.

## Обложка
Обложку альбома (сюрреалистическую картину в духе Рене Магритта) нарисовал друг сестры Ника Дрейка Габриэль, Майкл Тревитик.

## Список композиций
1. «Pink Moon» — 2:06
2. «Place to Be» — 2:43
3. «Road» — 2:02
4. «Which Will» — 2:58
5. «Horn» — 1:23
6. «Things Behind the Sun» — 3:57
7. «Know» — 2:26
8. «Parasite» — 3:36
9. «Free Ride» — 3:06
10. «Harvest Breed» — 1:37
11. «From the Morning» — 2:30

## Участники записи
- Ник Дрейк — музыка, тексты, гитара и голос на всех треках, пианино на треке «Pink Moon».
- Джон Вуд — продюсер, звукорежиссёр.